# Lutan Fyah
Anthony Martin (n. 1975 în Spanish Town, Jamaica), cunoscut sub numele de scenă Lutan Fyah este un muzician, cântăreț de reggae și membru al mișcarii Rastafari.

## Biografie
Lutan Fyah și-a început cariera muzicală în 1999, după ce fusese pentru o perioadă de timp jucător profesionist de fotbal, și a înregistrat primele piese cu Gargamel Records. Primele două albume ale sale au fost lansate cu casele de discuri Lustre Kings și Minor 7 Flat 5, ultimul dintre ele incluzând colaborări între Fyah și artiști precum Turbulence sau Luciano.
Fyah a lansat câteva single-uri cu diverse case de discuri din Jamaica, Statele Unite și Marea Britanie, interpretând de asemenea cântece de la Dr. Dre și The Fugees. Vocea sa s-a auzit pe multe compilații și piese în colaborare cu alți artiști. În 2009, interpretul de dubstep Rusko a lansat Babylon Volume 2, care conținea piesa „Sound Guy Is My Target” în colaborare cu Fyah.
Fyah s-a auzit pe mai multe cântece ale lui Jah Warrior, printre care „Never Surrender My Faith”, „Let Righteousness Be Your Guide” și „Crab Inna Barrel”. Fyah a participat de câteva ori și la Uppsala Reggae Festival.

## Discografie
- 2004: Dem No Know Demself
- 2005: Time & Place
- 2006: Phantom War
- 2006: Healthy Lifestyle
- 2007: You Bring Blessing
- 2009: African Be Proud
- 2009: Africa
- 2009: Justice
- 2009: The King's Son